# GEN H-4
GEN H-4
- 分類：ヘリコプター
- 設計者：柳澤源内
- 製造者：GEN CORPORATION
- 初飛行：1995年、ホバリング
- 生産開始：1995年
- ユニットコスト：7,500,000円
- 派生型：
GEN H-4R　自立飛行型（試作）
GEN H-4E　電動型（試作）

GEN H-4は長野県松本市に本社のあるGEN CORPORATIONによって製造・開発されていた小型ヘリコプター、VTOL（垂直離着陸）機である。有人機としては珍しくテールローターのない固定ピッチ式の同軸二重反転式ローターを採用している。
自社開発のGEN125エンジンを搭載した本機は1995年に初浮上に成功し、1998年にはアメリカ・EAA エアベンチャー・オシュコシュにて初飛行に成功した。その後も開発は続けられ、無人での自立飛行を可能とするH-4Rや電動（eVTOL）化したH-4Eなども試作されている。現在は資金難により開発、製造が凍結されている。
販売はキットの状態で購入者に引き渡され、購入者が組み立てを行うホームビルト機であった。

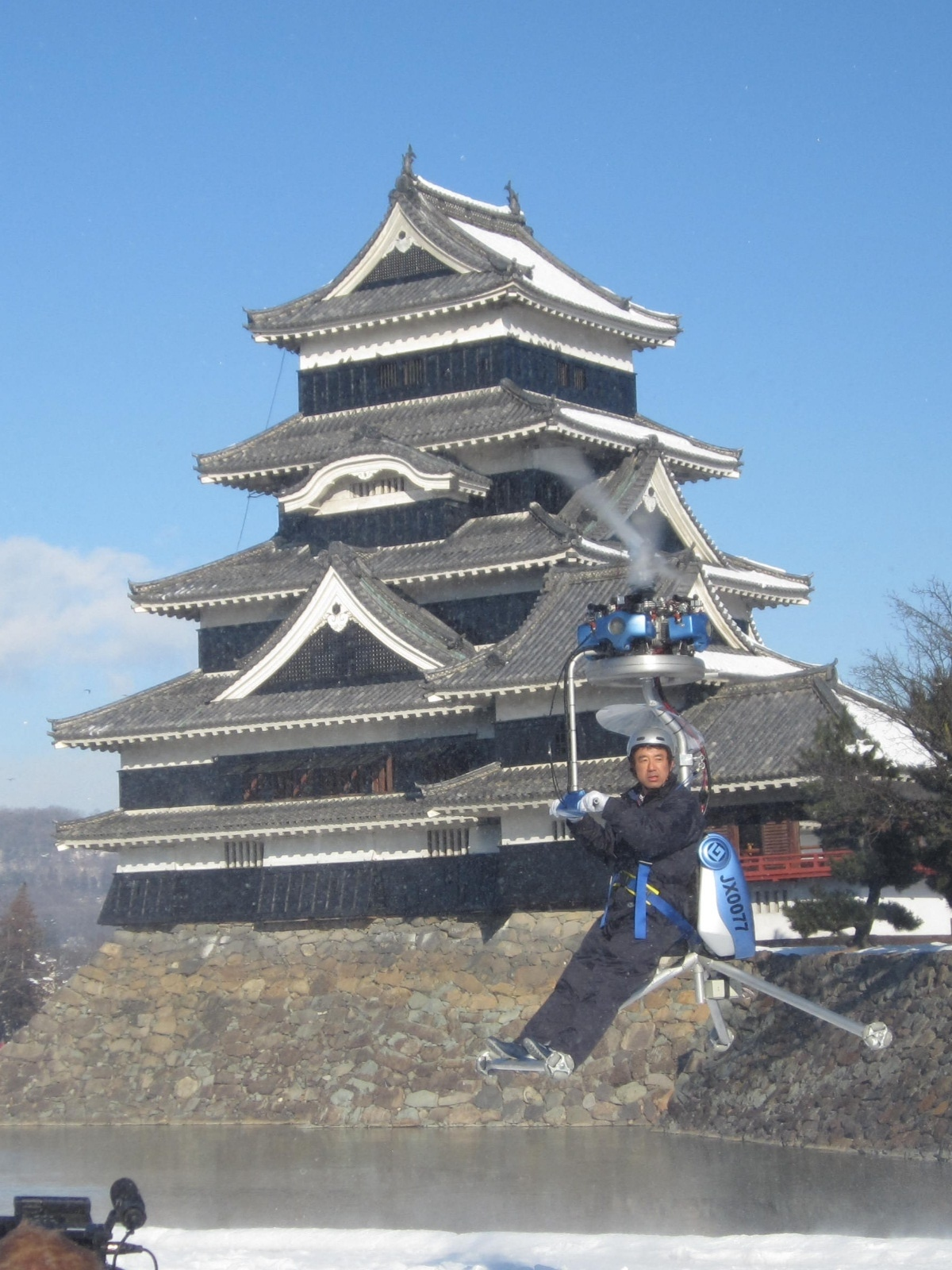
英BBCの取材を受け、松本城でのデモフライトを行うGENH-4(JX0007)。パイロットは横山保俊。画像左下に写るのはBBCの取材クルー。2013年1月19日撮影。

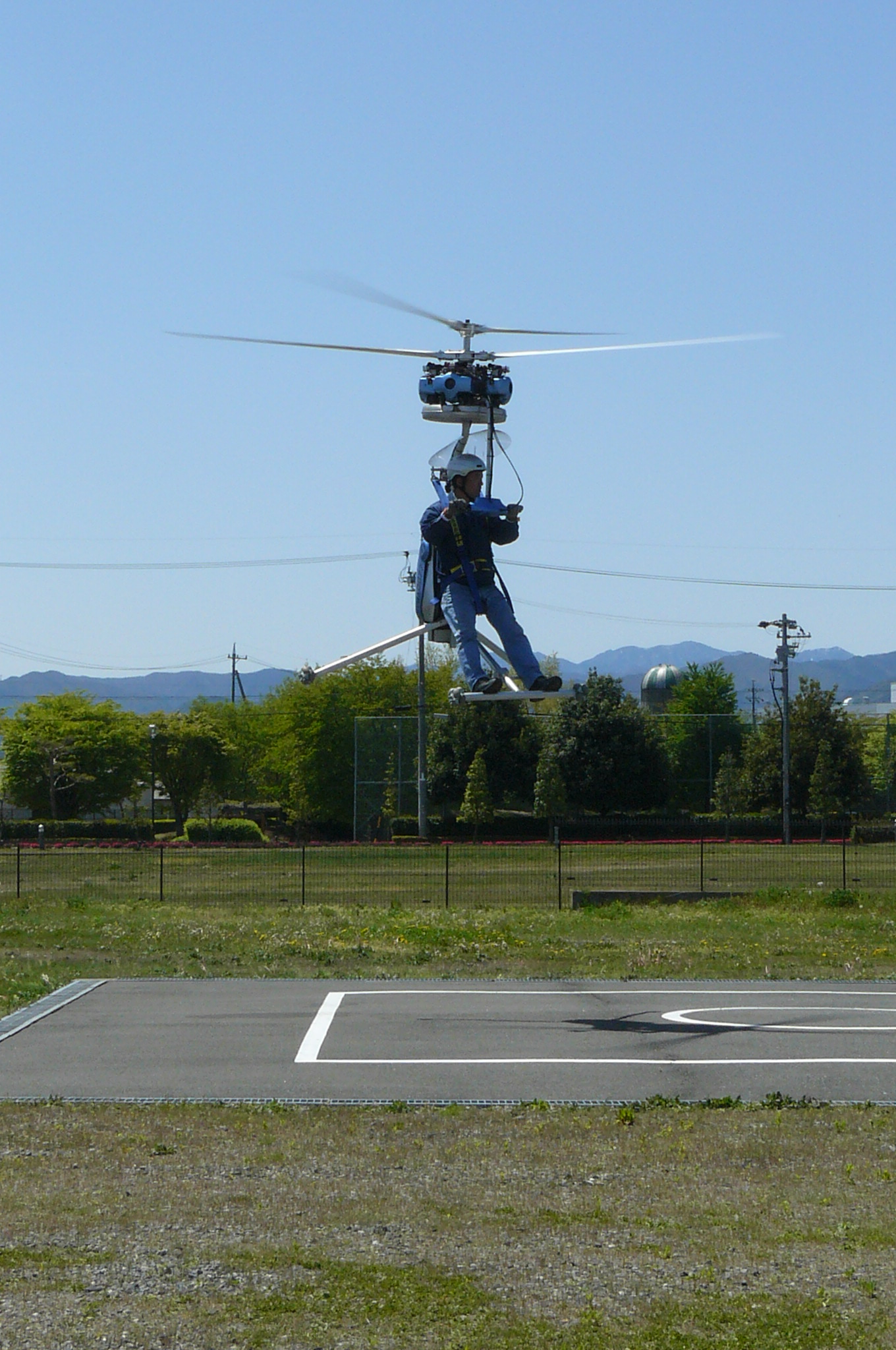
社有地（長野県松本市大字南西原）で試験飛行を行うGEN H-4(JX0077)。パイロットは横山保俊。2010年5月15日撮影。

## 沿革
1990年から農業用ヘリコプターの開発を試みていたエンジニアリングシステムは、1995年に原型となったBDH-2を社有地内でホバリングに成功させた。その後、動力ユニット、エンジン、コントロール装置を改良し、1998年、H-4としてアメリカ・EAA エアベンチャー・オシュコシュのウルトラライト用飛行場で日本人スタッフが初フライトに成功、約8分間のホバリングを観客に披露した。翌1999年にもアメリカ人スタッフがフライトを行った。
2000年には耐空テスト機として機体記号（JX0076とJX0077）が付与され、試験飛行を行った。
2003年10月、エンジニアリング・システム社よりGEN CORPORATIONが独立。
2004年11月26日発売の、月刊ガンダムエース(2005年1月号)の「教えてください。富野です 達人たちによるG（ガンダム）世代への提言」のコーナーに掲載された（後述）。
2006年8月にはGOOD DESIGN AWARD 2006の新領域デザイン部門にてグッドデザイン賞を受賞した。また、イギリスの航空機図鑑であるジェーン年鑑に掲載された。また、無人リモートコントロール機のテストフライトに成功した。
2007年9月には無人自立運行機のテストフライトに成功した。
2008年2月にはギネス世界記録には世界一小さなヘリコプタとして認定された。また、5月にレオナルド・ダ・ヴィンチの生誕地であるフィレンツェ近郊のヴィンチ村で飛行した。
2011年には災害救援軽量航空機開発研究会（立命館大学　理工学部）と参画し、電動モーター化のH-4Eをドローンの専門家と計画して試作開始した。12月には電動モータとスピードコントローラ、最新型ハイレート・リチウムイオンポリマー電池による有人飛行（OGE、ホバリング）に成功し、電動化による高いフィギュアオブメリットを確認するなどの先駆けた技術所見を得た。後日にドローンの専門家によってこの内容は「ラジコン技術（電波社）」へ投稿され、履歴が記されている。
2012年において同社は量産の体制を整えていないことから、個別の機体の販売を行っておらず、10機単位の受注があれば生産可能としている。また、アメリカ連邦航空局（FAA）や欧州航空安全機関（EASA）の型式証明は取得していない。
2016年には開発・販売を停止し、事業はドローンスクールを経営する五光物流に引き継がれた。
2023年現在、開発元のGEN CORPORATIONによれば、GEN H-4のノウハウを次世代へ引き継ぐためのスポンサーや協力者を募集しているとしている。

## 特徴

### 機体構造
メインローターは1880mmのブレード2枚が上下2段（同軸二重反転）、セミ無関節固定ピッチ方式。C-FRP（カーボン複合材）で、ローター1本の重さは約1kg。JAXAの研究員による設計が行われた 。
エンジンは自社開発のGEN125型で、125ccの空冷式平対向エンジンを4基搭載。定格総出力は10馬力/8,400rpm。
機体はフレームのみで、上部にエンジン及びローターが備えられ、上部から操縦バーが胸元まで伸びており、フロントガラスは無く、一人乗りの座席と脚には車輪が4個付いただけというシンプルなものである。

### 固定ピッチ式同軸二重反転式ローター
一般的なヘリコプターでは、反作用を相殺する為にテールローターを採用しているが、本機が採用する同軸の二重反転式ローターは、上段と下段の2つのメインローターが互いに反対方向に回転することで機体の回転(反作用)を抑制し安定させている。一般的に二重反転式を採用するとヨーコントロール用の方向舵が必要となるが、本機はローター軸内にトランスミッションを組み込むことで上下の回転差を付け、その場での方向転換を可能としている。
詳しくは「二重反転式ローター」を参照のこと。
また、多くの二重反転式を採用した航空機がスワッシュプレートを用いた可変ピッチ式である一方で、本機は固定ピッチ式を採用しており、シンプルな構造となっている。

## 性能・主要諸元
情報は2005年時点。
- 乗員 - 1名
- 全高 - 2.5m
- 全長 - 4.0m（ローター直径と同じ）
- 自重 - 75kg
- 全備重量 - 180kg（最大離陸重量-220kg）
- 発動機 - GEN 125型×4基

型式名：GEN CORPORATION式GEN125型
種類：2気筒水平対向式（2サイクル）
排気量：125cc
出力 - 8PS/7,250rpm（定格）、10PS/8,400rpm（最大）
吸気：自然吸気キャブレター式
冷却：ダクト付ファンによる強制空冷
燃料：無鉛レギュラーガソリン、2サイクル専用オイルの混合（混合比30:1）
大きさ：267×280×171(mm)（マフラー、スタートモーターを含まず）

重量：2.8kg（マフラーを含まず）
- ローター - 同軸二重反転式
- ローター直径 - 4.0m
- 回転数 - 800～900rpm
- 機体内燃料積載量 - 10L
- 飛行時間 - 15~30分
- 超過禁止速度 - 40km/h（理論値）
- 航続距離 - 10km（理論値）
- 上昇速度 - 4m/秒

## 教えてください。富野です
2004年、角川書店が出版する漫画雑誌「ガンダムエース2005年1月号」の「教えてください。富野です 達人たちによるG（ガンダム）世代への提言」のコーナーで、『機動戦士ガンダム』などの作品で知られる富野由悠季によって、本機について開発者へのインタビューが行われた。本機については世間一般へ公開された情報が少ないことから、以下に要約して記述する。

### 契機
```
“早朝の報道ワイド番組の横浜パシフィコで開催される国際宇宙ショーの紹介コーナーで、GEN H-4の飛ぶ姿を見て仰天したことが、今回柳沢会長らにご登場願う動機になりました。ライトプレーンであるにしろ、あまりにもシンプルな構造のヘリコプターの姿に目を洗われたのです。”
```

2004年10月に横浜パシフィコで行われた第11回国際航空宇宙展でGEN H-4が飛行した姿を、富野が早朝の報道ワイド番組で視聴したことがきっかけとなった。本機のシンプルな構造に興味を持った富野は、まず航空宇宙展での展示に足を運び、それから誌面に載せる為にGEN CORPORATIONへと出向き、代表の柳沢源内、開発者の坂巻たみ、横山保俊の３人へのインタビューが行われた。

### 内容
・廉価化を目指しシンプルな構造へ
富野は「ヘリコプターのローター部分っていうのは複雑怪奇な格好で、絵に描くときに一番描きづらい場所なんですよ。それが、こんなの飛ぶわけないじゃないという簡単さになっていますね。」と述べ、複雑なものだという印象を持っていたため本機の構造に疑問を持った。これに対し柳沢は、（従来の複雑さを克服することを）先取りしようという思いはあったが、安くて誰もが使えるものを目指した結果シンプルな構造になった、と説明した。また、「安くて誰もが使えるモノを作ろうっていうのは、草刈り機を作っていた頃からの一貫したテーマで 、～（中略）～そうすると複雑なものなんてできるわけがないので、これでもかってシンプルな構造にしていったんです」とも述べた。
・二重反転式ローター
富野が二重反転式のローターが特徴的だと質問すると柳沢は、（一般的な）ヘリコプターのテールローターは包丁が縦に回っているようで好きではなかったため、反トルクを抑えるための手段が二重反転しかなかった。コンセプト自体は百年前から存在しており、アマチュアたちも直径が小さく済むことから挑戦していたが、テールがないことでヨー（垂直旋回）コントロールができなかった。しかし、今の日本の技術力で克服できないはずがないと思い挑戦した、と説明した。
また、富野は上下のローターの回転速度を変えることでの方向転換について疑問を持つが、これについて柳沢は、(ブレードの)上下の回転速度が同じだと抵抗も同じであるため、機体自身が回ることを抑えられその場にとどまることができる（反トルク）。これにデフのような機構を持たせると上下で抵抗が変わるため、抵抗の弱いほうへ機体が向きを変える。そのためには同軸の中に複雑な構造のトランスミッションを加えなければならず、構造を小さくすることが60年間世界中の技術屋はできなかったが、日本の技術で実現した、と説明した。
これについて富野は「安く作ろうってことだけで、こんな面倒くさいことをやって、できちゃうのがスゴイですよ。」と述べたが、柳沢は、「この小ささ軽さで克服できたのは日本の技術力があったから。周りの工場が動いてくれなかったら、これはできなったでしょうね。」と述べ、周りにいる工場主の理解があったからこそ実現した、と強調した。
・ブレード
富野は一般的なジャイロコプターと比べローターブレードが細く小さいことにも疑問を持っていたが、これに対し柳沢は、高速で回るブレードの先端から嫌な音がするのを嫌い流線形になった。とし、「流線形というのは鳥の羽根から出てきたものですけど、見た目に美しい形っていうのは長い間に鍛えられています。だから計算をしたわけじゃないんですよ。」と述べた。
また、柳沢は大学で航空工学を研究している知人に話をした際に「ヘリの羽根というのはどこまでも一定な格好で風を送るような性格があるのが一番いい」と返されたことも、ブレードの構造に繋がったと説明した。
・将来性
ここで柳沢が退出したため、富野は「横山さんのような年齢(40代)の方から見て、実際どうなの？こんなの会社の宣伝にしかならないよなって思ってるんじゃない？」と尋ねると、横山は、「そう思ってたらこんなことやりません。もっと先があります。交通手段になると思ってます。」と述べ、動力をバッテリーに変えることで空飛ぶ電気自動車にもなるだろう、と続けた。しかし、浮くものから飛ぶものに変わるにはまだ遠く、例えとして安全装置についても自社のみではどうにもならないとし、富野のような人物が来ることで大勢の人間の力を借りることができるようになるとした。
富野は、試作機ではあるがまだ実用機のレベルではないとはした上で、現状の見るからに危険なブレードであっても社会的な合意を得られれば、大衆向けの乗り物になる。少なくとも消防や警察には置いていいものになるだろう、と返した。
これに対し坂巻は、実際にそういう問い合わせもあったが、飛ばすには操縦者の問題や積載能力にも課題があるとし、軍事転用への懸念もあるとした。これに富野は、民生品の軍事転用は昔からあるが使い方の問題であり、市民のそのような懸念に対して技術者は惑わされずに社会の風潮こそが変わる必要があるとしたが、一方でそれは技術者側ではなく、メディア側の努力によってなされるべきだとした。
また、富野がシンプルな構造を普通のヘリコプターに転用できるかと尋ねたところ横山は、100馬力のエンジンを二つ付ければ可能だとした。一方で坂巻は柳沢の発明したエンジンがあってこそのGEN H-4という側面もあり、まだまだ改良の余地もあるとし、「誰かがウチの技術を使って普通のヘリコプターを作ってもいいし、これをモーターでやるんだとか、じゃあ俺はレスキューで使うんだという、その種になればいいかなって思ってます。」と述べた。
富野は日本ではまだない航空機に関しての新しい発明となるとし、「ぜひ目指していただきたい地平ではあります。僕は生きている間に見れないのは悔しいけど。」と述べた。これに対し、横山は「そんなことはない。あと10年我慢できるでしょ。」と述べ、現状でもプリウスのモーターを用いればモーターによる飛行が可能であるとした。一方で開発環境の必要性も訴え、この取材による効果の期待を示した。
最後に富野は「今の話は僕もうれしい。そうか、もうありものでそこまでいけるんだ」と述べ、横山は「だからね、遠くないの。すぐそこだと思ってます。あとは誰がそれをぶち上げてくれるか。」と返し、知恵が集まれば既にある技術で可能だとした。坂巻は自身の世代(20代)には新しいモノはアニメの中にしかなかったとし、「でも、このヘリコプターは今まで見たことがなかったし、新しいモノとして通用します。だから、現実の世界でこういう新しいモノができたんだよって、若い人たちに興味を持ってもらいたいんですよ。私たちでも新しいモノが作れるんだって。」と述べ、インタビューは終了した。

## シリーズ
- H-4R - ラジコン無人機（人も運べるドローン）[17]

試作機。GPS機能と自動姿勢制御装置を搭載した無人機。重さ150キロの荷物を積んだ飛行試験も行っている。
- H-4E - 電動型[18]

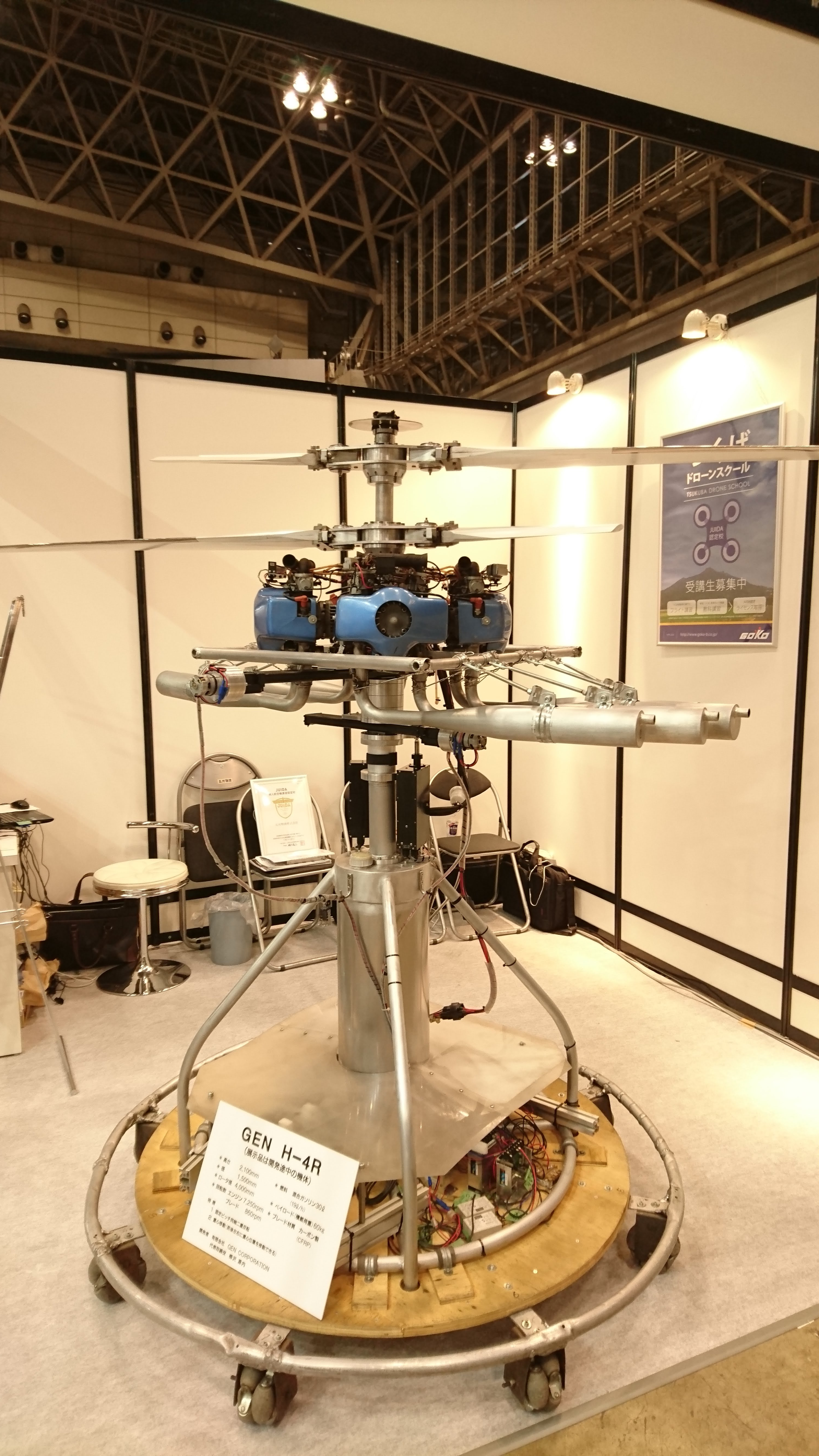
2016年にGEN CORPORATIONより事業を引き継いだ五光物流によって、2017年3月23‐25日に幕張メッセ国際展示場にて開催されたJapan Drone 2017に出展されたGEN H-4R。

試作機。2011年12月に試験飛行に成功。従来のGEN125型エンジンをドイツ製のブラシレスモーター、燃料タンクは中国製の大型リチウムポリマー電池(14セル）に置き換え、回転数制御にはドイツ製のブラシレスモーターと相性の良いチェコ製のスピードコントローラーを選定し改良したものを使用している。 電動化による、静粛性の向上や回転数制御の効率化によるホバリングの安定を目的に開発された。また、風切り音を減らすためブレードの設計にも改良が施されている。

## 事故
- 2000年（平成12年）6月29日、長野県松本市大字南西原の社有地で、試験飛行のため操縦者が搭乗したJX0076は、ホバリングへ移行する前の機体姿勢の安定を確認中、風にあおられて浮揚し、約40m北西にあった建物に接触して、10時10分ごろ道路上に墜落した。搭乗していた操縦者は重傷を負った。機体は中破したが、火災は発生しなかった[19]。

### 解説
1. ↑  開発したエンジニアリング・システム社が航空機部門のみ独立し、GEN CORPORATIONとなっている。
2. ↑  レオナルド・ダ・ヴィンチはヘリコプターの概念図をスケッチに残したことでも知られる。
3. ↑  ローターブレードの設計者はGEN H-4を原点とし、JAXAで最新鋭のブレード設計を行っており、2016年以降も国際特許を申請するなどで活躍している[14]。
4. ↑  柳沢は草刈機、チェーンソーなどの超小型軽量エンジンの開発に長年携わっていた。